# 평택국제대교
평택국제대교(Pyeongtaek International Bridge)는 경기도 평택시 현덕면과 팽성읍을 이으며 평택호(아산호)를 횡단하는 다리이다.
지상에서 콘크리트 상판을 제작하여 유압잭을 이용해 교각 위로 상판을 점차 이동시켜가면서 다리를 건설하는 방법인 ILM 공법(Incremental Launching Method)으로 시공 중이었다.

## 역사
2013년 6월에 착공하였고 2017년 8월 26일에 붕괴사고가 발생했다. 2018년 3월 재공사에 들어갔고 2018년 12월 준공 목표에 차질이 생겼다가 2020년 1월 22일에 개통되었다.

## 시공 중 붕괴
2017년 8월 26일(공정률 58.7%)에 평택국제대교 총연장 1,350m 중 거더 P15 ~ P19 교각의 240m(4개 상판)가 붕괴하였다. P16 교각은 붕괴되었고, 나머지 교각들은 붕괴되지 않았다. 인명 피해는 없었다. 구조, 토질, 시공, 사업관리 분야 전문 위원들이 참여한 국토부 사고조사위원회가 2018년 1월 17일에 한 발표에 따르면 전체적으로 설계와 시공에 문제가 있었다. 지적된 원인으로는 다음이 있다.
1. 설계 오류
  1. 거더 전단강도 계산 시 강도 발현하지 못하는 중앙부 벽체를 포함해서 계산하여 실제보다 강도를 높게 구한 착오
  2. 외측 벽체의 강선이 지나는 파이프 공간을 빼고 계산해야 하는데 공간이 채워져있다고 계산하여 실제보다 강도를 높게 구한 착오
  3. 상부 슬래브 너무 얇게 설계
  4. 공사시방서에 압출 공정 누락
2. 검토 미흡
  1. 시공사가 한달 기간의 사전 설계도서 검토기간에 설계 오류를 파악하지 못함
  2. 시공 중, 시공 후 시공사나 감리사가 부실 시공 파악하지 못함
3. 부실 시공
  1. 거더 벽체 이음부 접합면 처리 미흡
  2. 설계도와 다른 벽체 전단철근 배근
4. 현장관리 문제
  1. 현장 책임자, 대부분의 공사·품질 담당 직원이 정규직이 아닌 현장 채용직이어서 현장관리 책임이 느슨해짐

지상에서 제작된 거더를 유압잭을 이용해 교각 위로 밀면서 시공하는 ILM 공법을 사용했는데, 이 과정에서 잘못 설계·시공된 거더가 압력을 견디지 못하고 파괴되어 버린 것이 교량의 붕괴로 이어졌다.
국토부 관계자에 따르면 설계부터 잘못되었기 때문에 다른 공법으로 다시 지어야 한다고 한다.